# 麥可·亞尼
麥可·亞尼（英語：Michael Yani，1980年12月31日—），新加坡裔美國男子网球选手，
亞尼是185公分和75公斤，现居住于美國德罕，他的世界最高單打排名為143（2010年5月1日）。
法網，他打了一場職業生涯用時最長的比賽，第一輪與斯洛伐克球員拉科大戰五盤，以6-4, 65-7, 64-7, 7-65, 12-10飲恨出局，不過也創下法國公開賽開放年代以來用時最長的一場比賽。